# Badecla quadramacula
Espèce
Badecla quadramacula est une espèce de papillons de la famille des Lycaenidae, de la sous-famille des Theclinae et du genre Badecla.

## Dénomination
Badecla quadramacula a été décrit par George Austin (d) et Kurt Johnson (d) en 1997 sous le protonyme de Gigantorubra quadramacula.
Synonyme : Lamprospilus quadramacula ; Gigantorubra quadramacula Austin & Johnson, 1997 ; Gigantorubra macouria Brévignon, 2000.

## Description
Badecla quadramacula est un petit papillon aux pattes et aux antennes cerclés de blanc et noir, avec deux fines queues à chaque aile postérieure, une courte et une longue.
Le dessus est de couleur grise.
Le revers est ocre grisé avec une bande postdiscale noire, et, aux ailes postérieures deux gros ocelles ocre dont un en position anale.

## Écologie et distribution
Badecla quadramacula réside au Brésil et en Guyane,.

### Protection
Pas de statut de protection particulier.